# Palouse Falls
Die Palouse Falls liegen am Palouse River, etwa 6,4 Kilometer flussaufwärts vom Zusammenfluss mit dem Snake River im Südosten des US-Bundesstaates Washington. Die Fälle sind insgesamt 60 Meter hoch. Die Fälle bestehen aus einem oberen Fall mit einer Fallhöhe von etwa 6 Meter, welcher 300 Meter nordnordwestlich des Hauptfalls liegt, und einem unteren Fall mit einer Fallhöhe von 60 Meter.

## Geologie
Der Canyon mit den Fällen ist 115 m tief; er zeigt einen großen Querschnitt der Columbia River Basalt Group. Die Fälle und der flussabwärts gelegene Canyon sind ein bedeutendes Merkmal der Channeled Scablands. Sie wurden von den gewaltigen Missoula-Fluten geschaffen, die sich während des Pleistozäns periodisch über das heutige Ost-Washington und das Columbia River Plateau ergossen.
Der prähistorische Palouse River floss durch die heute trockene Washtucna Coulee zum Columbia River. Die Palouse Falls und die umliegenden Canyons wurden geschaffen, als die Missoula-Fluten die südliche Talwand des prähistorischen Palouse River überwanden und dessen Verlauf durch Erosion in den heutigen des Snake River ableiteten, indem sie ein neues Flussbett gruben.
Das Gebiet ist durch untereinander verbundene und überhängende Strukturen charakterisiert, die durch die Fluten geschaffen wurde. Dazu gehören Coulees, Katarakte, Gumpen, aus Kolken entstandene Einsenkungen (engl. „potholes“), Felsbänke und -spitzen sowie für Ödländer (engl. „scablands“) typische Felsnadeln. Der Palouse Falls State Park liegt an den Fällen und schützt so diesen Teil eines einzigartig schönen Gebietes.

## Vorschläge zur wirtschaftlichen Nutzung
Der Franklin County Public Utility District (eine Art öffentlicher Dienste des Countys) schlug 1984 den Bau eines 30 m hohen Staudamms oberhalb der Fälle vor, der eine signifikante Menge Elektroenergie durch die Wasserkraftnutzung erzeugen sollte. Es sollte mehr als ein Drittel der im County benötigten Elektroenergie erzeugt werden, was zu substanziellen Senkungen der Strompreise geführt hätte. Die Mehrheit der Hausbesitzer im County lehnte das Vorhaben jedoch ab und bewahrten so diesen geologisch bemerkenswerten Ort.

## Palouse Falls State Park

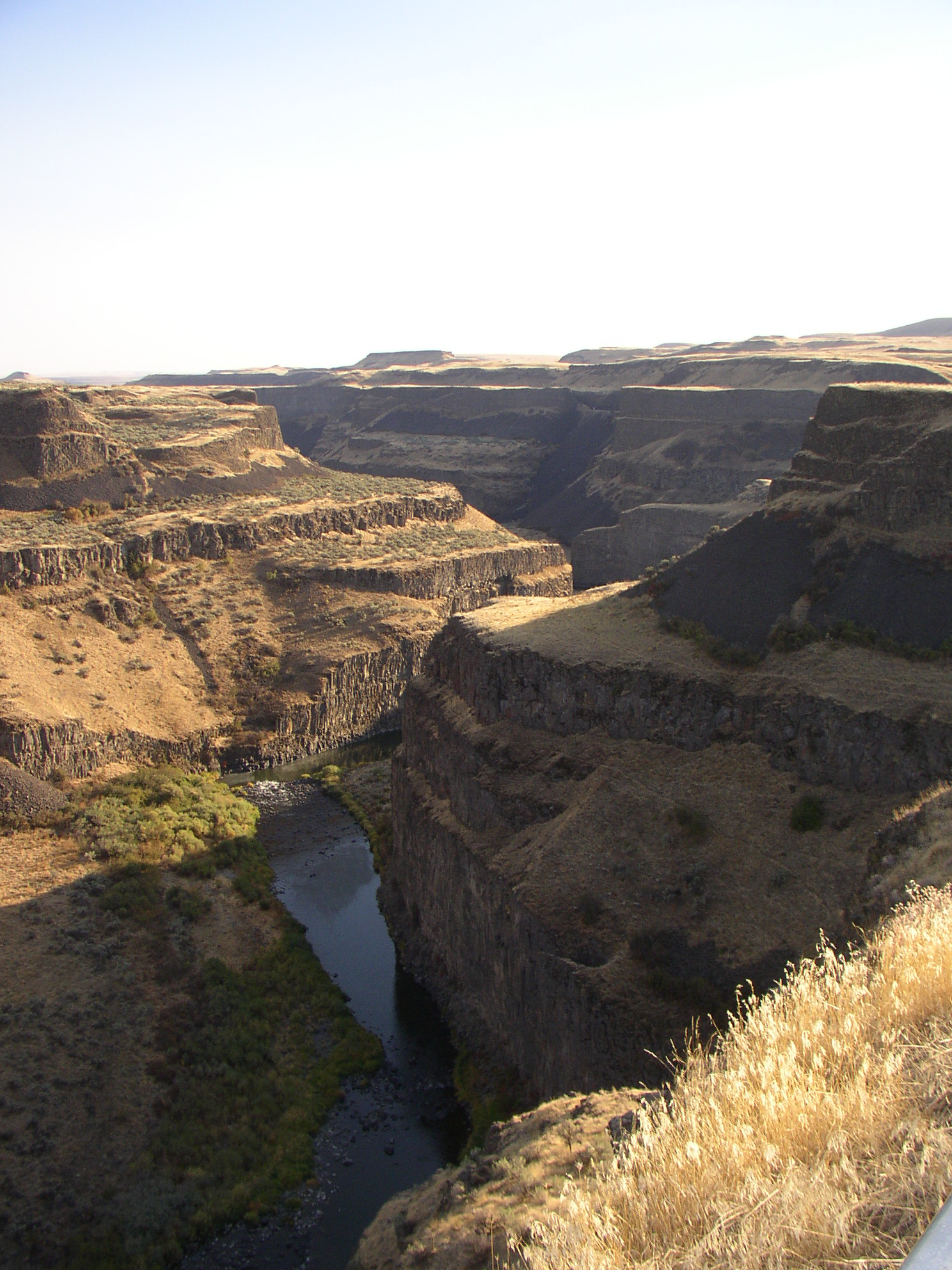
Im Palouse River Canyon gerade unterhalb der Palouse Falls: zu sehen sind die Sentinel Bluffs Flows des Grande-Ronde-Basalts (unten), die vom Ginkgo Flow des Wanapum Basalts überdeckt wurden.

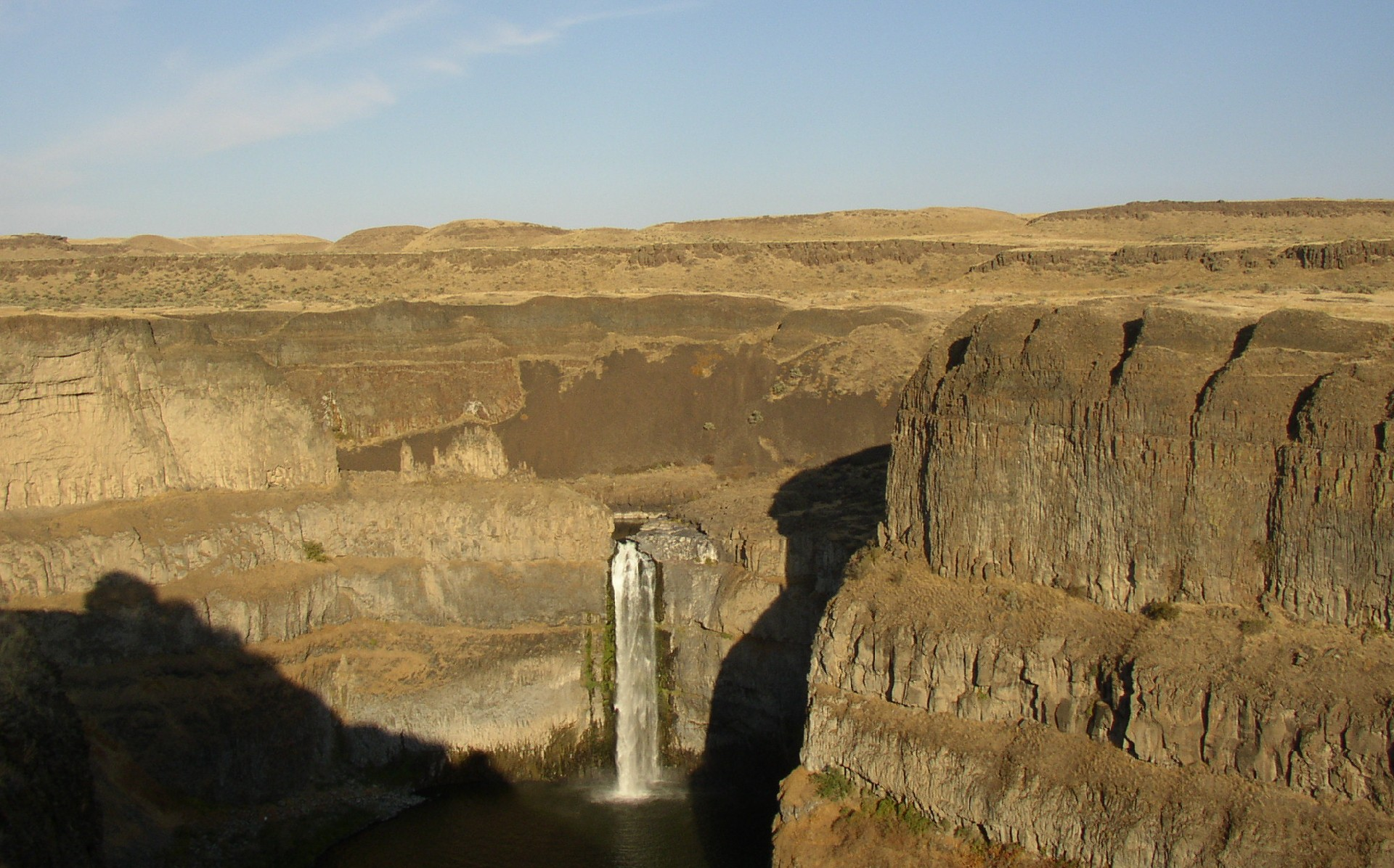
Die Palouse Falls am Palouse River.

Die Fälle liegen innerhalb von Washingtons Palouse Falls State Park, wo es Zugänge zu den Fällen sowie Informationstafeln zur einzigartigen Geologie der Region gibt. Außerdem können historische Bindungen erkundet werden: Der Stamm der Palouse und die Mullan Road zogen Vorteile aus dem leichten Zugang zum Plateau in der Umgebung der Fälle.

## Kajakfahren
Am 21. April 2009 befuhr Tyler Bradt die Fälle mit einem Kajak und stellte so einen inoffiziellen Weltrekord für den höchsten befahrenen Wasserfall auf. Bradts Medien- und Presseagent übermittelte das Video von seiner Fahrt an Sports Illustrated, welche dies auf ihrer Website veröffentlichte. Das Magazin brachte außerdem ein doppelseitiges Foto in seiner Ausgabe vom 18. Mai. Die Fotos wurden auch in der internationalen Ausgabe des spanischen Magazins Hola vom 23. September 2009 veröffentlicht.

### Höhe der Fälle
Im Nachgang des inoffiziellen Weltrekords des höchsten befahrenen Wasserfalls wurden Fragen über die korrekt ermittelte Höhe des Hauptfalls laut. Da er ein Interesse an der Feststellung des Rekords hatte, maß das Team von Tyler Bradt die Höhe des Hauptfalls zu 186 ft (57 m) vom oberen Pool unmittelbar über dem Wasserfall bis zur Prallzone unmittelbar unterhalb. Eine Lokalzeitung, The Spokesman-Review, forschte mit den Behörden des Staates Washington nach und ermittelte, dass die vormals vorgenommene Höhenmessung 1945 mit der damaligen Technik ausgeführt worden war; der Staat war nicht auf die Ausführung einer erneuten Messung mit einer lasergestützten Ausrüstung vorbereitet. Ein Geologie-Professor des Whitman College ließ die Messung jedoch von einem Team Studenten ausführen, die bestimmten:
- Sowohl die Höhe der Prallzone als auch die des oberen Pools variieren mit dem Abflussregime, aber nicht einheitlich.
- Die Abflussspitze für 2009 betrug am 9. Januar 240 m³/ s – zu der Zeit lag die Höhe des oberen Pools 3,7 m höher als die bei der Messung am 18. August.
- Die geschätzte Differenz der Höhe der Prallzone zwischen Januar und August betrug 2 m.
- Somit gab es eine Variabilität der Höhe von 1,5 m über diese Periode.
- Der wahrscheinliche Höhenunterschied am Hauptfall zum Zeitpunkt des Rekordversuchs betrug zwischen 53 m und 55 m.

## Offizielles Wahrzeichen
Am 12. Februar 2014 verabschiedete das Washington House of Representatives einstimmig den Gesetzentwurf HB 2119, die Palouse Falls zum offiziellen Wahrzeichen von Washington zu erheben. Der Vorschlag zu dem Gesetz entstand, als eine Gruppe Grundschüler der nahen Kleinstadt Washtucna die Legislative darum ersuchte.